# Lexikonspiel
Das Lexikonspiel ist ein Gesellschaftsspiel, bei dem es um das Formulieren und Erkennen von Lexikon-Definitionen geht. Das Spiel hat Elemente eines Quiz und eines Lernspiels.

## Spielregeln

### Material und Mitspieler
Benötigt werden ein Lexikon und für jeden Mitspieler Stift und Papier sowie Kreativität, Formuliervermögen und Aufrichtigkeit. Das Spiel kann mit beliebig vielen, jedoch mindestens drei Personen gespielt werden. Mit der Anzahl der Mitspieler steigt der Zeitbedarf je Spielrunde.

### Spielverlauf
Es wird ein Rundenleiter bestimmt, der einen den übrigen Mitspielern unbekannten Begriff aus einem Lexikon nennt. Alle anderen Mitspieler denken sich Definitionen zu diesem Begriff aus, schreiben sie nieder und geben sie dem Rundenleiter. Dieser verliest alle Definitionen einschließlich der richtigen. Jeder Mitspieler teilt mit, welche Definition er für die richtige hält.

### Wertung und Spielende
Als Mitspieler erhält man einen Punkt, wenn man die richtige Definition erraten hat – aber auch, wenn andere die eigene Definition für die richtige gehalten haben. Die Rundenleitung wechselt nach jedem Begriff. Nach beliebig vielen Begriffen (und Runden) gewinnt der Mitspieler mit den meisten Punkten. Es gibt diverse Variationen dieser Grundregeln (insbesondere der Regeln zur Punkteverteilung).

### Spielvoraussetzungen
Wichtige Voraussetzung für das Lexikonspiel ist eine gewisse Aufrichtigkeit der Mitspieler, da alle Mitspieler zu Beginn einer Raterunde versichern müssen, den vom Rundenleiter genannten Begriff nicht zu kennen. Überprüfbar ist dies freilich nicht. In der Regel ist dies jedoch nicht ausschlaggebend, da bei diesem Spiel hauptsächlich Punkte gemacht werden, indem man die Mitspieler aufs Glatteis führt. Wissen wird nur mit einem Punkt belohnt, aber gute Verführung kann viele Punkte bringen.

## Ähnliche Spielprinzipien
Das Lexikonspiel ist ursprünglich nichtkommerziell. Es existieren aber auch käufliche Versionen (z. B. Nobody is perfect). Daneben gibt es Adaptionen für das Fernsehen (z. B. Genial daneben) und Internet-Varianten (z. B. E-Mail-basiert).